# Premiul Globul de Aur pentru cel mai bun film într-o limbă străină
Globul de aur pentru cel mai bun film într-o limbă străină este unul dintre premiile prezentate la ceremonia Globul de aur.
Până în anul 1986, premiul era cunoscut drept Globul de aur pentru cel mai bun film străin și puteau fi nominalizate doar filmele care nu erau de producție americană. În 1987, denumirea s-a schimbat în Globul de Aur pentru cel mai bun film într-o limbă străină astfel încât se pot nominaliza numai filmele produse într-o altă limbă decât limba engleză.

Premiul s-a acordat prima dată în 1950 pentru anul 1949.

## Ce mai bun film străin
- 1949: Hoțul de biciclete (Ladri di biciclette) (Italia)
- 1950: To The Walls of Mapalanga (Italia)
- 1951: Rashomon (Japonia)
- 1954: Twenty-Four Eyes (Nijushi no hitomi) (Japonia); No Way Back (Weg Ohne Umkehr) (RFG); The Lady of the Camellias (Argentina); Genevieve (Marea Britanie)
- 1955: Ordet (The Word) (Danemarca); Stella (Grecia); Sons, Mothers, and a General (Kinder, Mutter und Ein General) (RFG); Eyes of Children (Japonia); Dangerous Curves (1955 film) (Marea Britanie);
- 1956: Before Sundown (Vor Sonnenuntergang) (RFG); A Girl In Black (To Koritsi me ta mavra) (Grecia); Richard III (Marea Britanie); Roses on the Arm (Taiyo to bara) (Japonia); Război și pace (Italia); The White Reindeer (Valkoinen Peura) (Finlanda)
- 1957: The Confessions of Felix Krull (Bekenntnisse des Hochstaplers Felix Krull) (RFG); Tizoc (Mexic); Woman In a Dressing Gown (Marea Britanie); Yellow Crow (Kiiroi karasu) (Japonia)
- 1959: Black Orpheus (Franța)
- 1960: The Virgin Spring (Suedia)
- 1961: Through A Glass Darkly (Suedia)
- 1962: Sundays and Cybele (Franța)
- 1963: 8 1/2 (Italia)
- 1964: Yesterday, Today and Tomorrow (Italia)
- 1965: The Shop On Main Street (Cehoslovacia)
- 1966: A Man and a Woman (Franța)
- 1967: Closely Watched Trains (Cehoslovacia)
- 1968: Război și pace (URSS)
- 1969: Z (Algeria); Oh! What a Lovely War (Marea Britanie)
- 1970: Un trecător în ploaie (Franța); Women in Love (Marea Britanie)
- 1971: The Policeman (Ha-Shoter Azulai) (Israel); Sunday Bloody Sunday (Marea Britanie)
- 1972: The New Land (Suedia); The Emigrants (Suedia); Young Winston (Marea Britanie)
- 1973: The Pedestrian (Der Fußgänger) (RFG/Elveția/Israel)
- 1974: Scenes from a Marriage (Scener ur ett äktenskap) (Suedia)
- 1975: Lies My Father Told Me (Canada)
- 1976: Face to Face (Suedia)
- 1977: A Special Day (Italia/Canada)
- 1978: Autumn Sonata (Suedia)
- 1979: La Cage aux Folles (Franța/Italia)
- 1980: Tess (Marea Britanie/Franța)
- 1981: Chariots of Fire (Marea Britanie)
- 1982: Gandhi (Marea Britanie/India)
- 1983: Fanny and Alexander (Suedia)
- 1984: A Passage to India (Marea Britanie)
- 1985: The Official Story (Argentina)

## Cel mai bun film într-o limbă străină
- 1986: De aanslag (The Assault) • Olanda
  - 3 hommes et un couffin (Three Men and a Cradle) • Franța
  - 37°2 le matin (Betty Blue) • Franța
  - Ginger e Fred (Ginger and Fred) • Italia
  - Otello • Italia
- 1987: Mitt liv som hund (My Life as a Dog)  • Suedia
  - Au revoir, les enfants (Goodbye, Children) • Franța
  - Jean de Florette • Franța
  - Monanieba (Repentance) • URSS
  - Oci ciornie (Dark Eyes) • Italia
- 1988: Pelle the Conqueror  • Danemarca
- 1989: Cinema Paradiso  • Italia

### Anii 1990
- 1990: Cyrano de Bergerac  • Franța
  - Dreams • Japonia/SUA
  - Requiem für Dominik (Requiem for Dominic) • Austria
  - Das Schreckliche Mädchen (The Nasty Girl) • Germania
  - Taksi-Blyuz (Taxi Blues) • URSS
- 1991: Europa Europa  • Germania/Israel/Polonia
  - La double vie de Véronique (The Double Life of Veronique) • Franța/Polonia
  - Madame Bovary • Franța
  - Nikita (La Femme Nikita) • Franța
  - Tacones lejanos (High Heels) • Spania
  - Zateryannyy v Sibiri (Lost in Siberia) • URSS
- 1992: Indochine  • Franța
  - Como agua para chocolate (Like Water for Chocolate) • Mexic
  - Schtonk! • Germania
  - Tous les matins du monde (All the Mornings of the World) • Franța
  - Urga (Close to Eden) • Rusia
- 1993: Ba wang bie ji (Farewell My Concubine)  • Hong Kong
  - La corsa dell'innocente (The Flight of the Innocent) • Italia
  - Hsi yen • Taiwan
  - Justiz • Germania
  - Trois couleurs: Bleu (Three Colours: Blue) • Polonia
- 1994: Farinelli  • Belgia/Franța/Italia
  - Huozhe (To Live) • Hong Kong
  - La reine Margot (Queen Margot) • Franța
  - Trois couleurs: Rouge (Three Colours: Red) • Polonia/Elveția
  - Yin shi nan nu (Eat Drink Man Woman) • Taiwan
- 1995: Les Misérables  • Franța
  - Come due coccodrilli (Like Two Crocodiles) • Italia
  - Gazon maudit (French Twist) • Franța
  - Schlafes Bruder (Brother of Sleep) • Germania
  - Yao a yao yao dao waipo qiao (Shanghai Triad) • China
- 1996: Kolya  • Cehia
  - Le huitième jour (The Eighth Day) • Belgia
  - Kavkazskiy plennik (Prisoner of the Mountains) • Rusia
  - Luna e l'altra • Italia
  - Ridicule • Franța
- 1997: Ma vie en rose (My Life in Pink)  • Belgia
  - Artemisia • Franța
  - Lea • Germania
  - Il testimone dello sposo (The Best Man) • Italia
  - Vor (The Thief) • Rusia
- 1998: Central do Brasil (Central Station)  • Brazilia
  - Festen (The Celebration) • Danemarca
  - Men with Guns (or Hombres armados) • SUA
  - De Poolse bruid (The Polish Bride) • Olanda
  - Tango, no me dejes nunca (Tango) • Argentina
- 1999: Todo sobre mi madre (All About My Mother) • Franța/Spania
  - Aimée & Jaguar • Germania
  - Est-Ouest (East/West) • Bulgaria/Franța/Rusia/Spania
  - La fille sur le pont (The Girl on the Bridge) • Franța
  - Le violon rouge (The Red Violin) • Canada/Italia

### Anii 2000
- 2000: Wo hu cang long (Crouching Tiger, Hidden Dragon) • Taiwan
  - Amores perros (Love's a Bitch) • Mexic
  - I cento passi (The Hundred Steps) • Italia
  - Malèna • Italia
  - La veuve de Saint-Pierre (The Widow of Saint-Pierre) • Franța
- 2001: No Man's Land • Bosnia-Herzegovina
  - Abril Despedaçado (Behind the Sun) • Brazilia
  - Le fabuleux destin d'Amélie Poulain (Amélie) • Franța
  - Monsoon Wedding • India
  - Y tu mamá también (And Your Mother Too) • Mexic
- 2002: Hable con ella (Talk to Her) • Spania
  - Cidade de Deus (City of God) • Brazilia
  - El crimen del padre Amaro (The Crime of Father Amaro) • Mexic
  - Nirgendwo in Afrika (Nowhere in Africa) • Germania
  - Xiao cai feng (Balzac and the Little Chinese Seamstress) • Franța
  - Ying xiong (Hero) • China
- 2003: Osama • Afghanistan
  - Good Bye Lenin! • Germania
  - Les invasions barbares (The Barbarian Invasions) • Canada
  - Monsieur Ibrahim et les fleurs du Coran (Monsieur Ibrahim) • Franța
  - Vozvrashcheniye (The Return) • Rusia
- 2004: Mar adentro (Marea dinlăuntru) • Franța/Italia/Spania
  - Les choristes (The Chorus) • Franța
  - Diarios de motocicleta (The Motorcycle Diaries) • Brazilia
  - Shi mian mai fu (House of Flying Daggers) • Hong Kong
  - Un long dimanche de fiançailles (A Very Long Engagement) • Franța
- 2005: Paradise Now • Palestina
  - Joyeux Noël (Happy Christmas) • Franța
  - Kung fu (Kung Fu Hustle) • China
  - Tsotsi • Africa de Sud
  - Wu ji (The Promise) • China
- 2006: Iwo Jima kara no tegami (Letters from Iwo Jima) • SUA/Japonia
  - Apocalypto • SUA
  - El laberinto del fauno (Pan's Labyrinth) • Mexic/Spania/SUA
  - Das Leben der Anderen (The Lives of Others) • Germania
  - Volver (To Return) • Spania
- 2007: Le scaphandre et le papillon (The Diving Bell and the Butterfly) • Franța/SUA
  - 4 luni, 3 săptămâni și 2 zile • România
  - The Kite Runner • SUA
  - Lust, Caution • Taiwan
  - Persepolis • Franța
- 2008: Vals im Bashir (Waltz with Bashir) • Israel
  - Der Baader Meinhof Komplex (The Baader Meinhof Complex) • Germania
  - Maria Larssons eviga ögonblick (Everlasting Moments) • Suedia
  - Gomorra (Gomorrah) • Italia
  - Il y a longtemps que je t'aime (I've Loved You So Long) • Franța
- 2009: Das weiße Band • Germania
  - Baarìa - La porta del vento • Italia
  - Los abrazos rotos • Spania
  - La Nana • Chile
  - Un prophète • Franța

### Anii 2010
- 2010: Hævnen • Danemarca
  - Biutiful • Mexic
  - Concertul • Franța
  - Kray • Rusia
  - Io sono l'amore • Italia

- 2011: A Separation • Iran
  - In the Land of Blood and Honey • SUA
  - The Flowers of War • China
  - The Kid with a Bike • Belgia
  - The Skin I Live In • Spania

- 2012: Amour • Austria
  - A Royal Affair • Danemarca
  - The Intouchables • Franța
  - Rust and Bone • Franța
  - Kon-Tiki • Norvegia

- 2013: The Great Beauty • Italia
  - Blue is the Warmest Color • Franța
  - The Hunt • Danemarca
  - The Past • Franța
  - The Wind Rises • Japonia

- 2014: Leviathan (Левиафан) • Rusia
  - Turist • Suedia
  - Get • Israel
  - Ida • Polonia/Danemarca
  - Mandariinid • Georgia/Estonia

- 2015: Son of Saul (Saul fia) • Ungaria
  - Le tout nouveau Testament, Belgia
  - El Club, Chile
  - Miekkailija, Finlanda
  - Mustang • Franța

- 2016: Elle • Franța
  - Divines • Franța
  - Forushande (فروشنده) • Iran/Franța
  - Neruda, Chile
  - Toni Erdmann • Germania

- 2017: In the Fade • Germania/Franța
  - A Fantastic Woman • Chile
  - First They Killed My Father • Cambodgia
  - Loveless • Rusia
  - The Square • Suedia/Germania/Franța

- 2018: Roma • Mexic
  - Capernaum • Liban
  - Girl • Belgia
  - Never Look Away • Germania
  - Shoplifters • Japonia

- 2019: Parasite • Coreea de Sud
  - The Farewell • SUA
  - Les Misérables • Franța
  - Pain and Glory • Spania
  - Portrait of a Lady on Fire • Franța

### Anii 2020
- 2020: Minari • SUA
  - Another Round • Danemarca
  - La Llorona • Guatemala
  - The Life Ahead • Italia
  - Two of Us • Franța

- 2021: Drive My Car • Japonia
  - Compartment No. 6 • Germania, Finlanda, Rusia
  - The Hand of God • Italia
  - A Hero • Franța, Iran
  - Parallel Mothers • Spania

- 2022: Argentina, 1985 • Argentina
  - All Quiet on the Western Front • Germania
  - Close • Belgia
  - Decision to Leave • Coreea de Sud
  - RRR • India

- 2023: Anatomia unei prăbușiri • Franța
  - Kuolleet lehdet • Finlanda
  - Io capitano • Italia
  - Past Lives • Statele Unite
  - La sociedad de la nieve • Spania
  - The Zone of Interest • Marea Britanie, Polonia

- 2024: Emilia Pérez • Franța
  - All We Imagine as Light • India
  - The Girl with the Needle • Danemarca
  - I'm Still Here • Brazilia
  - The Seed of the Sacred Fig • Germania
  - Vermiglio • Italia